# Бой при Симитли
Боят при Симитли от 9 октомври * 1912 г. е сблъсък между български и османски войски в началото на Балканската война.
Благодарение на по-бързата си мобилизация на 5 октомври българите завземат Горна Джумая (днес Благоевград).
След този успех 3-та бригада на Седма пехотна рилска дивизия настъпва на юг по течението на Струма и завзема Орановския пролом. През това време главните сили на османския Струмски корпус се съсредоточават в Кресненския пролом и настъпват на север с намерението да нахлуят на българска територия през Бараково и да подсигурят от изток операциите на Вардарската армия в битката при Куманово.
На 9 октомври авангардните части на противниците се сблъскват в района на Симитли. В началото на боя османците превземат града (разположен по това време само на десния бряг на Струма), но българите, които са заели по-удобни позиции за артилерийски обстрел, ги контраатакуват и отблъскват. Друга османска колона стига Осенова, ляв приток на Струма, но също е принудена да отстъпи. В резултат на боя за Симитли опитът за османско настъпление към Дупница е пресечен.
Три дни по-късно 3-та бригада настъпва към Кресненското дефиле и в боя при Крупник отблъсква главните сили на Струмския корпус.